# Pedro Solbes
Pedro Solbes Mira, född 31 augusti 1942 i Pinoso i provinsen Alicante, död 18 mars 2023 i Madrid, var en spansk ekonom och politiker nära knuten till socialistpartiet PSOE. Solbes var jordbruksminister 1991–1993 och finansminister 1993–1996 i Felipe González regeringar. År 1999 utsågs han till EU-kommissionär med ansvar för ekonomiska och monetära frågor av den konservativa premiärministern José María Aznar. Han kallades hem efter José Luis Rodríguez Zapatero valseger 2004 och utnämndes till finansminister och andre vice premiärminister. Han valdes 2008 in i Cortes Generales (parlamentet) och avgick från regeringen året därpå.